# Montfort (zamek w Holandii)
Montfort – dawny zamek, istniejący od XIII do XVIII w., którego ruiny znajdują się w mieście Montfort w Holandii, w prowincji Limburgia, dawna siedziba hrabiów i książąt Geldrii.

## Historia i stan obecny
Zamek zbudowany został około 1260 przez pochodzącego z rodu hrabiów Geldrii biskupa Liège Henryka z Geldrii. Po usunięciu z urzędu w 1274 zamieszkał tu i uprawiał stąd proceder rozbójnika. Po śmierci Henryka w 1285 Montfort trafił w ręce jego bratanka hrabiego Geldrii Renalda I, a później jego następców. Prawdopodobnie to Renald I ukończył główną wieżę zamku. W 1320 został on uwięziony na zamku przez swego zbuntowanego syna Renalda II i pozostał tu aż do swej śmierci w 1326. Za czasów Renalda II zamek stał się jedną z głównych siedzib książąt Geldrii i rozbudowano go na potrzeby dworu.
W pierwszej połowie XVI w. umocnienia zamkowe rozbudowano, aby odpowiadały wymogom ówczesnej techniki wojennej. W 1543 został jednak zdobyty przez cesarza Karola V Habsburga i spalony. Nadal jednak pełnił funkcję militarną podczas wojny osiemdziesięcioletniej. Fortyfikacje zamkowe zostały zniszczone ostatecznie w latach 1685–1686. Pod zamkiem założono ogród. W końcu XVIII w. rezydencja ostatecznie popadła w ruinę.
W połowie XIX w. na fundamentach jednego z dawnych budynków wzniesiono ośmioboczną, ceglaną wieżę, która obecnie służy jako centrum informacyjne dla turystów.